# Ellenberg (Wallstawe)
Ellenberg è una frazione del comune tedesco di Wallstawe, nella Sassonia-Anhalt.

Conta (2006) 428 abitanti.

## Storia
Ellenberg costituì un comune autonomo fino al 1º luglio 2009.